# カップ焼きそば
カップ焼きそば（カップ焼そば、カップやきそば）とは、日本発祥で、カップ麺のうち焼きそばを模したものを指す。袋麺タイプも含めた「インスタント焼きそば」のジャンルのひとつである。

## 概要

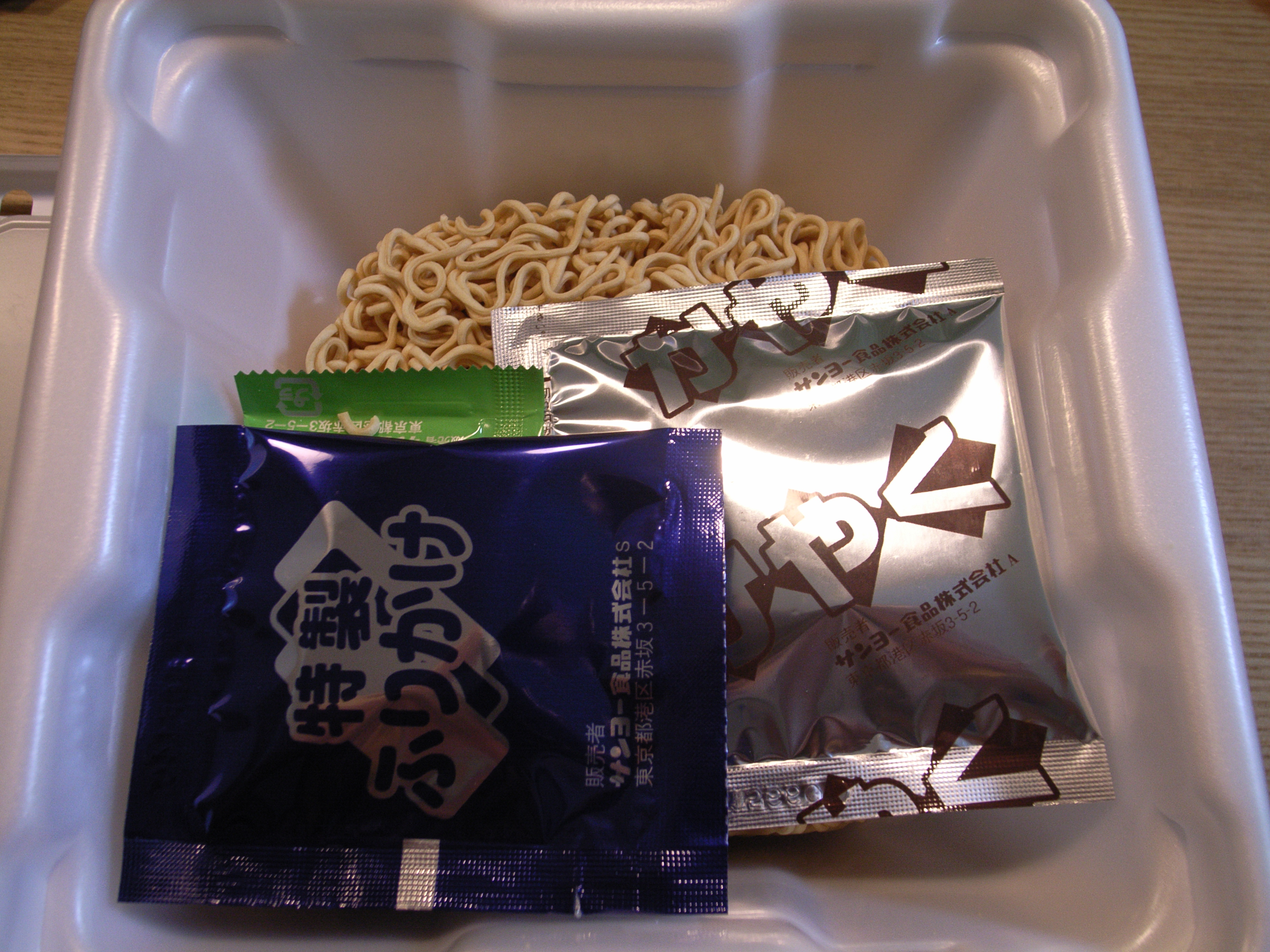
カップ焼きそば。
パッケージの中身
（画像はサッポロ一番 オタフクお好みソース焼そば）

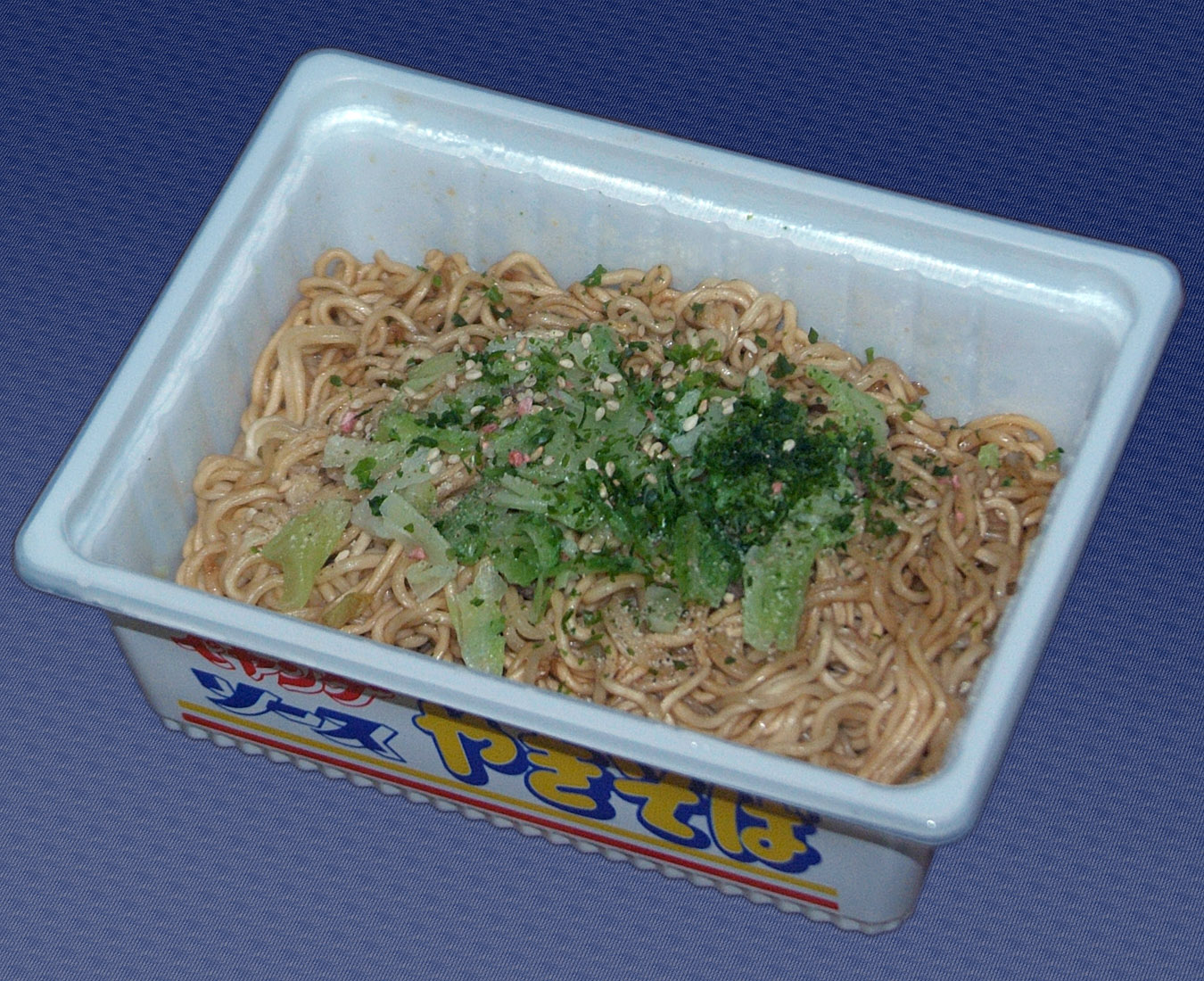
カップ焼きそばの調理例
（画像はペヤング ソースやきそば）

通常のカップ麺と同じく、熱湯を用意するだけで調理可能である。カップ麺の特性上、袋麺タイプの「インスタント焼きそば」と違って「焼く」調理過程がなく、厳密には焼きそばではなく「焼きそば風」のカップ麺である。21世紀初頭では袋麺タイプのものよりも広く浸透し、定着している。
需要として、季節的には春から夏にかけて売上が伸びる傾向となっている。
スープを伴う通常のカップ麺とは調理方法が違い、湯をそそいで所定の時間（3分程度）が経過した後、蓋に設けられている湯切り口を開けてそこから湯を捨て、その後にソースまたは調味料を掛け、かき混ぜて調理終了となる（詳細は後述）。
麺に残る水分を逆に生かすために、カップ焼きそば添付のソースには粉末タイプのソースや高濃縮で味の濃い液体ソースを採用し、また焼いた食感を出すために油分を多く含有させている。逆に、カップラーメンと違い汁気はほとんどないため、飲み物が無いと食べ辛いと感じる者も多い。この意見に応え、東北地方・信越地方限定の「焼そばバゴォーン」、北海道限定の「やきそば弁当」（いずれも東洋水産）のように麺を戻した湯を再利用することで手軽なカップスープを作ることができる粉末スープを封入した製品や、「焼チキン」（日清食品）のように麺を戻した湯がそのままスープになる製品も存在する。
カロリーは通常サイズの商品において500kcalを超えることが多く、大体300kcal台の同サイズのカップ麺と較べ、カップ焼きそばの方が高い。理由としてカップ焼きそばの方が通常サイズ商品1食分あたりの内容量がカップ麺よりも約1.5倍から2倍 と多く、内容の構成にてカップ焼きそばの方が麺が多く、それがカロリーに反映されているからである。また、カップ焼きそばの方が麺が多い理由として、カップ麺の場合、調理後はスープの量が増えるため、麺・スープ・具を一緒に食べることで満たされやすいが、カップ焼きそばの場合は、一部商品を除き調理後も麺・具だけであるため、麺の量がカップ麺と同様の場合、満たされにくい・物足りない可能性があるため、と各社は説明している。
同様の食品として、乾燥麺や生タイプ麺を使用した、カップ焼きうどんやカップスパゲティ、湯で戻した麺を更に水で冷やして食べるカップ冷やし麺も存在する。生タイプ麺のソース焼きそばも、幾度となく発売されているが、短命に終わっている。

## 歴史
初のカップ焼きそばは、1974年（昭和49年）7月に発売された恵比寿産業「エビスカップ焼そば」 であり、続いて同年8月にヤマダイが「ニュータッチ焼そば」を発売、同年12月にエースコックが「カップ焼そばバンバン」 を業界初の縦型容器で発売、1975年に東洋水産が「マルちゃん やきそば弁当」、同年3月に「マルちゃんホット焼そば」、同年同月にまるか食品が「ペヤングソースやきそば」を業界初の角型容器入りで発売、同年4月に日清食品が「ジョイカップ101焼そば」 を発売、と各メーカーから新発売されている。
1976年5月には日清食品から、現在までナンバーワンのシェアを誇っている日清焼そばU.F.O.を発売。1977年3月には、「日清焼そばU.F.O.」が翌1978年のテレビCMにピンク・レディーを起用してから爆発的なヒット商品となり、当時のカップ焼きそばにおけるシェア60%超を獲得した。
1980年代末期ごろに明星食品から、麺の吸水力と容器形状を工夫して湯捨て不要としたカップ焼きそばが「お湯捨て禁止」という商品名で製造・販売されたが、「麺がふやけ過ぎて不味い」と消費者からの評判が悪かったこともあり、その後「お湯すてマッタ」への名称変更や味の変更などリニューアルを2度行ったが、結局回復せず3年半で製造終了となった。
1988年2月にエースコックより「大盛りいか焼そば」が発売、ビッグサイズ化の先駆け商品となった。
1995年2月、明星食品は初めてトッピングとして「からしマヨネーズ」を添付した「一平ちゃん 夜店の焼そば」を発売。発売から2年後の1997年2月には「一平ちゃん 夜店の焼そば 大盛」も追加され着実に同社の定番商品として人気を獲得する。
2006年9月18日、エースコックより麺とかやくに遠赤外線で焦げ目をつけた「ホントに焼いた 本焼そば」（通称「本焼」）が発売、当初はレギュラーサイズのみ、2007年以降は大盛りサイズのみ販売されたが、後に販売終了した。
2007年7月17日、日清食品より、電子レンジ調理専用で湯沸し・湯切り（湯捨て）不要の「日清焼そばU.F.O. NEXT GENERATION ミックス焼そば」が発売。2019年9月2日には、同社より同じく湯切り不要の「日清焼そばU.F.O.湯切りなし 五目あんかけ風焼そば」が発売。

## シェア・地域性
2000年代後半に、小麦卸売価格の高騰による影響で、各社がカップ焼きそばの値上げを行った際、その影響で売上が落ち込んだ。しかし、2010年代初頭では回復傾向となっている。
2023年時点で、トップシェアのブランド（製品）は日清食品の「U.F.O.」である。日本だけでなく、中華人民共和国上海市でも製造・販売されている。
地域別の売れ筋傾向の違いが大きく、東日本ではU.F.O.のシェアは限定的である。北日本では東洋水産が強く、北海道では「マルちゃん やきそば弁当」が、東北・信越地区では「マルちゃん 焼そばバゴォーン」が、関東ではまるか食品「ペヤング ソース焼きそば」が、それぞれ抜群の人気を有している。
2010年3月に発売されたエースコック「JANJANソース焼そば」は、縦型容器やソース練り込み麺といった特徴で人気を得た。売上（日経POS調べ）は発売週（同年3月15日付）にてトップブランドの「U.F.O.」に次ぐ販売個数を記録し、4月の売上もTOP3に入り、同年上半期のヒット商品特集に取り上げられ、2010年中盤もカップ焼きそばの売上の2・3番手を維持するなど、タテ型もカップ焼きそばの新たな勢力となっている。

## 代表的な製品（過去に発売された製品含む）
- 明星食品
  - 一平ちゃん 夜店の焼そばシリーズ
  - 評判屋の焼そば（ソース味と塩味がある。オープンプライス商品）
  - 十八番焼そば（ソース味と塩味がある。オープンプライス商品）
  - ソース焼そば（オープンプライス商品）
  - トップバリュソース焼そば（イオングループのプライベートブランド商品。委託製造）
- 東洋水産
  - 昔ながらのソース焼そば
  - 焼そば名人（ソース味と塩味がある。オープンプライス商品）
  - やきそば弁当（北海道限定品）
  - 焼そばバゴォーン（東北・信越限定品）
  - ごつ盛りカップ焼そば（でか一ソース焼そばの後継商品。ソース味と塩味が存在し、ソース味には「キユーピーからしマヨネーズ」が添付される）
  - 俺の塩（塩味のカップ焼きそばの草分け的な存在。1分で調理可能なのが特徴で、麺は素麺並みに細い）
  - あしたのジョー クロスカウンター焼きそば（あしたのジョー連載開始40周年を記念して、2010年2月に春季限定で発売）
  - マルちゃん焼そば 大盛り（同社を代表するチルド麺「マルちゃん焼そば 3人前」でおなじみの味をカップ焼そばで可能な限り再現した商品。2011年度以降より夏季限定商品として販売開始）
  - CO-OPソース焼そば（日本生活協同組合連合会の商品。委託製造）
  - CO-OP塩焼そば（日本生活協同組合連合会の商品。委託製造）
- 日清食品
  - 日清焼そばU.F.O.
  - 日清デカ王 超大盛ソース焼そば2.0（下記の「日清焼そばカップ」の超大盛版との見方もある）
  - 日清焼そばカップ（2007年以降よりオープンプライス商品扱い）
    - 日清焼そばカップ Wからしマヨネーズ付（シリーズ唯一の非オープンプライス商品）
    - 日清焼そばカップ からしマヨネーズ付（西日本限定品。オープンプライス商品）

  - 日清からしマヨネーズ焼そば（東日本限定品。オープンプライス商品）
  - 日清くらしモアソース焼そば（ニチリウグループの商品）
  - やきそばできました。（北海道限定品。2009年4月下旬以降よりオープンプライス商品に変更）
  - ファイターズ焼そば（北海道限定品。ファイターズヌードルと共に球団オフィシャル商品）
- まるか食品
  - ペヤングソースやきそば
  - ペヨングソースやきそば（ペヤングソースやきそばの廉価版）
- サンヨー食品（サッポロ一番）
  - オタフクお好みソース焼そば（オタフクソースとのコラボ商品）
  - 塩カルビ味焼そば
  - BIG アラビヤン焼そばカップ（2008年6 - 8月に限定販売された）
  - 庶民の焼そば（2009年1 - 3月までの期間限定商品。人気お笑いコンビ「髭男爵」とのコラボレーション）
- エースコック
  - カップ焼そばBanBan
  - カップ焼そばBanBan大判
  - 焼そば大吉
  - スーパーカップ大盛いか焼そば（1988 - 2019年3月まで販売。2021年4月からはコンビニ限定販売）
  - スーパーカップ大盛ぶた塩焼そば（2009 - 2011年度まで販売）
  - スーパーカップ大盛ソース焼そば（2012年度以降より販売開始）
  - スーパーカップ大盛いか天焼そば（2021年度以降よりコンビニを除くスーパー・小売店にて販売開始、2023年2月以降、どんぶり型カップを使用している）
  - JANJANソース焼そば（2010年春から発売が開始された縦型カップ入りのカップ焼きそば。麺にソースが練りこまれているのが特徴）
  - 焼そばモッチッチ（2017年6月19日より販売開始）
- ヤマダイ（ニュータッチ）
  - 東京浅草ソース焼そば
  - 辛さがうまいキムチ焼そば
- 徳島製粉
  - 金ちゃん焼そば（縦型カップ）
  - 金ちゃん焼そば屋ソース味
- 大黒食品工業
  - 大黒 広島風お好み焼そば
  - マイフレンド ソース焼そば
- 麺のスナオシ
  - ソースやきそば（どんぶり型カップを使用している）

## その他
- 漫画『みなみけ』から発生したインターネットスラングとして「カップ焼きそば現象」というものがあるが、これは模倣品・代替品がオリジナルとは別の魅力・需要・個性を確立する現象を指す。